# 高見原の戦い
高見原の戦い（たかみはらのたたかい）は、長享2年（1488年）11月15日、武蔵国高見原（埼玉県小川町）において、扇谷上杉氏と山内上杉氏の間で行われた戦い。長享の乱の中の一合戦として位置づけられ、実蒔原の戦い・須賀谷原の戦いと共に関東三戦と称された。

## 発端
長享元年（1477年）に扇谷・山内上杉氏との間で始まった長享の乱は、当初勢力で勝る山内上杉氏が優勢にあった。しかし、長享2年（1488年）2月の実蒔原の戦い、同年6月の須賀谷原の戦いは扇谷上杉氏の勝利に終わった。
この二度の合戦は、どちらも山内上杉氏が扇谷上杉氏の拠点（糟屋館、河越城）の攻略を目指したものであった。これらの攻勢をはねのけた扇谷上杉氏当主・定正は、逆に山内上杉氏の本拠・鉢形城を攻略すべく、古河公方・足利政氏および長尾景春の援軍を得て出陣。鉢形城東南の高見原で両上杉軍は激突した。

## 経過
両軍が高見原で接近したのは日暮れ時であった。これを不安に思った長尾景春は定正に相談した。すると定正は、敵が鉢形城から急いで迎撃に向かってきたため疲弊していることを指摘し、敵勢の旗指物が動かなくなった時（休息を取り始めた時）に攻撃をするように指示した。景春がこの策に従った結果、扇谷方が勝利を収め、山内方は鉢形城へ逃げ帰ったという。

## 結果・その後
合戦の結果は『上杉定正消息』や足利政氏の発給した感状から、扇谷上杉氏が勝利したとされている。しかし、このとき越後国能生太平寺に滞在していた詩僧・万里集九は、同国高田より来た人から真偽不明ながら「顕定が勝った」と聞いて定正の敗北を祝う詩を作っており、決定的な勝敗はつかなかったとも考えられる。また、定正らが鉢形城を攻略することはできなかった。
高見原の戦いは「関東三戦」と呼ばれる長享の乱初期の大規模合戦の中では最後のものであった。しかし、この戦いの後も武蔵・相模を中心に房総に至るまで各地で両上杉氏の抗争が続き、戦況は膠着状態に陥った。これにより、延徳2年（1490年）12月、両上杉氏の間で一旦の和議が結ばれることとなった。
しかし和議は長く続かなかった。明応3年（1494年）、定正は伊勢宗瑞の援軍を得て再び高見原に出陣し鉢形城攻略を目指したが、荒川の渡河中に落馬して死去。以降、形勢は山内上杉氏の有利に展開していった。